# Зайечицкая горькая

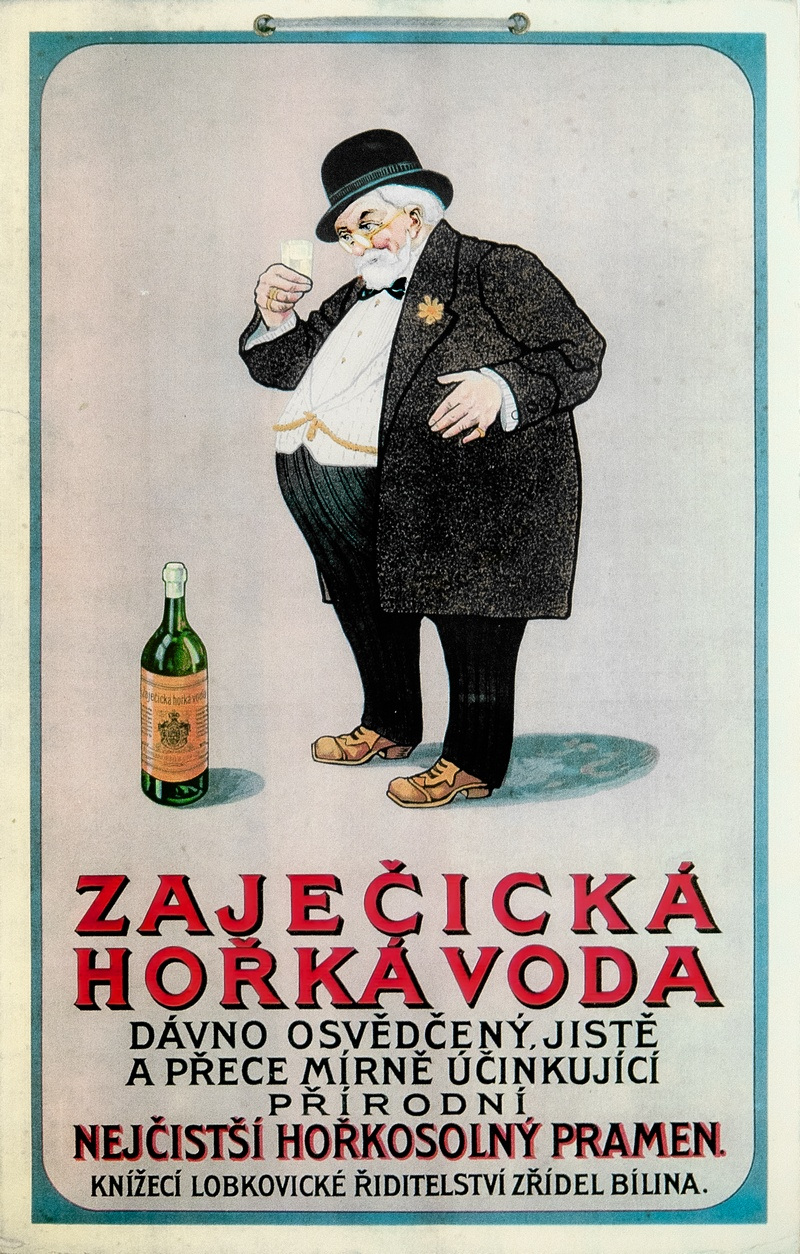

Зайечицкая горькая — лечебная минеральная вода. Производится в г. Билина в Чехии. Производитель — BOHEMIA HEALING MARIENBAD WATERS a.s, головной офис которой находится в Марианске-Лазне.

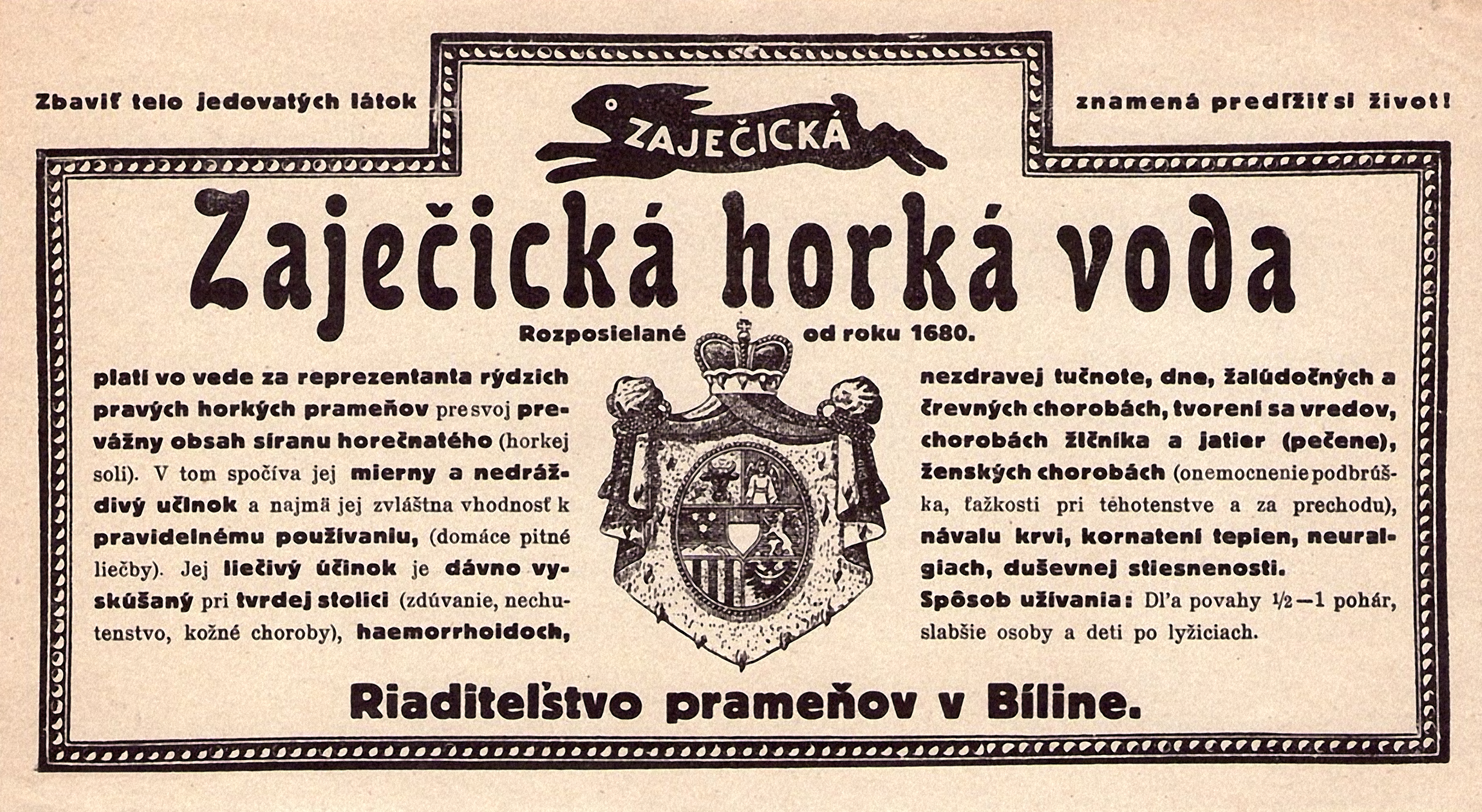

## История
Минеральная вода «Зайечицкая горькая» добывается из источников близ местечка Зайечице-у-Бечова в Северной Богемии. Из источника поступает в виде холодного, слегка опалесцирующего гипертонического раствора желтоватого цвета без запаха с выраженным горьким вкусом. Бутилируется в природном виде у источника в фирменные, непроницаемые для ультрафиолетовых лучей темно-розового цвета ПЭТ бутылки. Природное слабительное средство с дозированным приемом.
Первое научное описание терапевтического воздействия воды исходит от бальнеологов Йозефа фон Лёшнера, Франца Амброзиуса Ройсса и Августа Эмануэля фон Ройсса.
Вода залегает в мергелевых горных породах крайне низкой проницаемости. Это обеспечивает воды и постоянство катионно-анионного состава.

## Химический состав
Минеральная вода «Зайечицкая горькая» по общей минерализации М=33,0-34,0 г/дм³ относится к высокоминерализованным, питьевым природным, негазированным водам, сульфатного магниевого (сульфатного натриево-магниевого) состава со слабокислой реакцией — pH 6,7.
По своему составу она относится к минеральным водам сернокислого типа. Соотношение катионно-анионного состава (магний; натрий; калий; кальций; анионы — гидрокарбонаты; нитраты; сульфаты) определяет горьковатый привкус и позволяет применять воду при лечении различных заболеваний.
В 1000 мл. воды содержится:
| Катионы, мг/л | Катионы, мг/л | Анионы, мг/л | Анионы, мг/л |
| ------------- | ------------- | ------------ | ------------ |
| Na⁺           | 1750-2230     | F⁻           | 1,40-2,25    |
| K⁺            | 620-700       | Cl⁻          | 405-445      |
| Mg²⁺          | 4800-5050     | I⁻           | 0,2-0,4      |
| Ca²⁺          | 300-555       | SO4²⁻        | 22500-22850  |
| Zn²⁺          | 0,03-0,23     | НСO₃⁻        | 850-2320     |
| Li⁺           | 5,6           | Br ⁻         | 2,0          |

Недиссоциированные компоненты — 33,83,
Всего сумма — 33100-34800

## Форма выпуска
Минеральная вода выпускается в ПЭТ бутылках с защитой от ультрафиолетовых лучей объёмом 0,5 л.